# Embutibilidad
La embutibilidad es la característica que describe la resistencia de un material a ser embutido, o sea, a ser confinado a un espacio reducido o a una matriz, con el fin de que adopte la forma de ésta.
El proceso de embutido se utiliza ampliamente en la industria latonera, para generar tapas, como las de las botellas de cerveza y gaseosa, o como las de tarros de pintura; también se utiliza para formar ollas y otros recipientes similares.
La embutibilidad de un material metálico se mide a través del ensayo de embutibilidad.
- Datos: Q5830688